# Telaranea rosarioana
Telaranea rosarioana là một loài Rêu trong họ Lepidoziaceae. Loài này được H.A. Mill. mô tả khoa học đầu tiên năm 1986.